# گوین ادواردز (بازیکن بسکتبال)
گوین ادواردز (انگلیسی: Gavin Edwards؛ زادهٔ ۱۵ ژانویهٔ ۱۹۸۸) بازیکن بسکتبال اهل ژاپن است.